# 1798 în literatură
Anul 1798 în literatură a implicat o serie de evenimente și cărți noi semnificative.  

## Cărți noi
- Charles Brockden Brown
  - Alcuin: a Dialogue
  - Wieland
- Emily Clark - Ianthé, or the Flower of Caernarvon
- William Godwin - Memoirs of the Author of A Vindication of the Rights of Woman
- Regina Maria Roche - Clermont: a Tale
- Mary Wollstonecraft - Posthumous Works (editată de William Godwin); include Maria: or, The Wrongs of Woman